# Потоцкая, Малгожата
Малгожата Потоцкая (род. 1953) — польская актриса, кинорежиссёр, сценарист и кинопродюсер.

## Биография
Малгожата Потоцкая родилась 17 августа 1953 года в Лодзи в семье  художника Рышарда Потоцки (1915, Гродно — 1975, Лодзь). Актёрское образование получила в киношколе в Лодзи, которую окончила в 1978 году. Режиссёрское образование получила также в киношколе в Лодзи (диплом окончания учений в 1981 году). Участвовала в спектаклях польского «театра телевидения» в 1976—1987 годах. В 1985—1994 годах её партнёром был Гжегож Цеховский (пол. Grzegorz Ciechowski) — польский музыкант, композитор, поэт и лидер рок-группы Republika. В 2013 году написала книгу о своих отношениях с Цеховским.

## Семья
Брат (от первого брака отца с художником анимационного кино Саррой Яковлевной Мокиль) — звукорежиссёр Ян Ричардович Потоцкий (род. 1939); сестра — Мария Ричардовна Сомершаф (род. 1939). Племянник — дирижёр и хормейстер Борис Леонидович Сомершаф.

## Избранная фильмография
актриса
- 1959 — Скандал из-за Баси / Awantura o Basię
- 1968 — Всё на продажу / Wszystko na sprzedaż
- 1970 — Легенда / Legenda
- 1970 — Князь сезона / Książę sezonu
- 1972 — Стеклянный шар / Szklana kula
- 1973 — Майор Хубаль / Hubal
- 1975 — Игроки / Hazardziści
- 1975 — Ярослав Домбровский
- 1988 — Верными останемся
- 1991 — Фердидурка / 30 Door Key
- 1996 — Девочка Никто / Panna Nikt
- 2007 — Диверсант. Конец войны (телесериал)
- 2009 — Теперь и всегда / Teraz i zawsze

## Признание
- 1979 — Награда «Комитета в дела радио и телевидение» за роли в спектаклях «театра телевидения».
- 1996 — Золотой Крест Заслуги.